# The Red Kimono
The Red Kimono is een Amerikaanse dramafilm uit 1925 onder regie van Walter Lang en Dorothy Davenport. De film werd destijds in Nederland uitgebracht onder de titel Het kind der ellende.

## Verhaal
Gabrielle is een jong meisje uit New Orleans. Onder invloed van haar minnaar komt ze terecht in de prostitutie. Als ze jaren later ontdekt dat dat haar geliefde met iemand anders wil trouwen, schiet ze hem dood. Ze wordt vrijgesproken wegens gebrek aan bewijzen. Door haar duistere verleden kan ze onmogelijk een nieuw leven beginnen.

## Rolverdeling
| Acteur            | Personage             |
| ----------------- | --------------------- |
| Priscilla Bonner  | Gabrielle             |
| Nellie Bly Baker  | Clara                 |
| Carl Miller       | Howard Blaine         |
| Mary Carr         | Gevangenisdirectrice  |
| Virginia Pearson  | Mevrouw Fontaine      |
| Tyrone Power sr.  | Vader van Gabrielle   |
| Sheldon Lewis     | Officier van justitie |
| Theodore von Eltz | Freddy                |
| Emily Fitzroy     | Conciërge             |
| George Siegmann   | Mijnheer Mack         |
| Dot Farley        | Nieuwsgierig aagje    |